# Polínka
Polínka je malá vesnice, část obce Krsy v okrese Plzeň-sever v Plzeňském kraji. Nachází se asi 1,5 kilometru severně od Krsů. V roce 2011 zde trvale žilo 31 obyvatel. Západně od vesnice se nachází Polínský vrch.
Polínka je také název katastrálního území o rozloze 4,53 km².

## Historie
První písemná zmínka o vesnici pochází z roku 1183.

## Obyvatelstvo
Při sčítání lidu v roce 1921 zde žilo 234 obyvatel (z toho 117 mužů) německé národnosti a římskokatolického vyznání. Podle sčítání lidu z roku 1930 měla vesnice 232 obyvatel se stejnou národnostní a náboženskou strukturou.
| Rok            | 1869 | 1880 | 1890 | 1900 | 1910 | 1921 | 1930 | 1950 | 1961 | 1970 | 1980 | 1991 | 2001 | 2011 | 2021 |
| -------------- | ---- | ---- | ---- | ---- | ---- | ---- | ---- | ---- | ---- | ---- | ---- | ---- | ---- | ---- | ---- |
| Počet obyvatel | 293  | 301  | 306  | 270  | 261  | 234  | 232  | 105  | 93   | 73   | 47   | 43   | 34   | 31   | 61   |
| Počet domů     | 39   | 42   | 44   | 45   | 44   | 42   | 44   | 40   | 40   | 20   | 15   | 14   | 20   | 20   | 23   |

## Obecní správa
Při sčítání lidu v letech 1869–1959 Polínka byla samostatnou obcí, se kterým patřila nejprve do okresu Teplá, ale v letech 1900–1930 v okrese Planá a v roce 1950 v okrese Stříbro. Od 1. ledna 1960 je částí obce Krsy v okrese Plzeň-sever.

## Pamětihodnosti
- Kaple
- Sousoší Nejsvětější Trojice